# Teologisk fakultet
Teologisk fakultet är en akademisk fakultet för teologi med eget administrativt och ekonomiskt ansvar inom ett universitet och under ledning av en dekanus. Den teologiska fakulteten är den äldsta av de fyra klassiska fakulteterna (teologi, juridik, medicin och humaniora) och finns i Sverige idag endast vid Uppsala universitet och Lunds universitet, där de leder sin historia tillbaka till universitetens respektive grundande 1477 respektive 1666. 
I Finland finns det tre teologiska fakulteter. Teologiska fakulteten vid Åbo Akademi är svenskspråkig, medan arbetsspråket vid Helsingfors universitets och Joensuu universitets teologiska fakulteter är finska.
I all praktisk bemärkelse är den verksamhet som bedrivs vid teologisk fakultet idag synonym med begreppet religionsvetenskap, dvs det vetenskapliga studiet av religion. Somliga forskare vid teologisk fakultet väljer att kalla sig teologer, andra för religionsvetare, på grund av den inomdisciplinära diskussion som alltjämt pågår angående teologins ställning inom akademin. Denna diskussion kan framförallt ledas tillbaka till den religionsdebatt som Ingemar Hedenius 1949 startade i Dagens Nyheter och i sin därpå följande bok Tro och vetande.